# Vanuatubasis santoensis
Vanuatubasis santoensis – gatunek ważki z rodziny łątkowatych (Coenagrionidae). Endemit wyspy Espiritu Santo (Vanuatu). Gatunek oraz rodzaj, do którego go zaliczono, opisali Stefan V. Ober i Arnold H. Staniczek w 2009 roku na łamach czasopisma „Zoosystema”. Holotyp, samiec, został odłowiony w listopadzie 2006 roku nad rzeką Penaoru. Epitet gatunkowy pochodzi od Santo – skrótowej, potocznej nazwy wyspy.